# Natriumtetrathionat
Natriumtetrathionat ist eine anorganische chemische Verbindung des Natriums aus der Gruppe der Tetrathionate. Sie liegt gewöhnlich als Dihydrat vor.

## Gewinnung und Darstellung
Natriumtetrathionat kann durch Reaktion von Natriumthiosulfat mit Iod, Brom oder Chlor gewonnen werden.
{\displaystyle {\ce {2 Na2S2O3 + Cl2 -> 2 NaCl + Na2S4O6}}}

## Eigenschaften
Natriumtetrathionat ist als Dihydrat ein weißer Feststoff, der löslich in Wasser ist. Er besitzt eine monokline Kristallstruktur mit der Raumgruppe C2 (Raumgruppen-Nr. 5) mit a = 14,4726(5), b = 6,3716(3), c = 5,4402(3) Α, β = 105,53(1)°, Ζ = 2. Der von den Schwefelatomen gebildete S-S-S-Bindungswinkel um die zentrale S-S-Bindung beträgt 89,55(2)°. Die endständigen SO3-Gruppen des Anions haben eine nahezu perfekte trigonale Symmetrie [S-O: 1,447(1)-1,450(1) A, O-S-O: 113,39(6)-113,82(5)°].

## Verwendung
Natriumtetrathionat kann als Oxidationsmittel verwendet werden.